# Bayer-aanduiding
De Bayer-aanduiding is een systeem waarmee individuele sterren binnen een sterrenbeeld worden aangeduid. Bij deze aanduiding krijgt de ster een naam bestaande uit een letter uit het Grieks alfabet (zoals alfa (α), bèta (β), en gamma (γ)), gevolgd door de genitief (bezitsvorm) van de Latijnse naam van het sterrenbeeld waar de ster deel van uitmaakt. Bijvoorbeeld: de Bayer-aanduiding van Aldebaran is α Tauri (uitgesproken als alfa Tauri) wat letterlijk betekent "alfa van de Stier". 
Het systeem is bedacht door de Duitse astronoom Johann Bayer, die in 1603 de helderste sterren al hun systematische namen gaf. Hij documenteerde deze namen in zijn sterrenatlas Uranometria. De oorspronkelijke lijst van de Bayer-aanduiding telt 1564 sterren. Als de 24 letters van het Griekse alfabet opgebruikt zijn, maakt men gebruik van Latijnse letters voor verdere sterren binnen een sterrenbeeld. Een voorbeeld is s Carinae (s van de Kiel). Indien ook dit niet voldoende is, wordt gebruikgemaakt van hoofdletters zoals bij G Scorpii. De laatste letter die door Bayer gebruikt werd is de "Q". Aan sterren die zich op de grens tussen 2 sterrenbeelden bevonden gaf Bayer een dubbele benaming, met een letter voor elk sterrenbeeld. De twee meest prominente voorbeelden zijn β Tau/γ Aur, en α And/δ Peg.
Bayer benoemde de sterren vaak in volgorde van helderheid, waarbij de ster met de letter alfa altijd de helderste was. Soms week Bayer echter van deze volgorde af, en benoemde sterren naar hun locatie binnen een sterrenbeeld (noord, zuid, oost of west). Van de 88 moderne sterrenbeelden zijn er ten minste 30 waarin alfa niet de helderste ster is.